# دورية الجمعية الكيميائية الأمريكية
دورية الجمعية الكيميائية الأمريكية (اختصاراً JACS) هي دورية علمية خاضعة لمراجعة الأقران نشرت أول مرة في 1879 من الجمعية الكيميائية الأمريكية. توسعت هذه الدورية مع مرور التاريخ مع انضمام منشورين آخرين، وهما دورية الكيمياء التحليلية والتطبيقية (يوليو 1893) والدورية الكيميائية الأمريكية (يناير 1914)
تشمل هذه الدورية جميع مجالات علم الكيمياء، وهي واحدة من أهم الدوريات العلمية الكيميائية في مجال البحث العلمي. يشغل إريك كاريرا Erick M. Carreira من المعهد الاتحادي السويسري للتقانة في زيورخ (ETH) منصب رئيس تحرير هذه الدورية منذ سنة 2021.